# 愛徳学園中学校・高等学校
愛徳学園中学校・高等学校（あいとくがくえんちゅうがっこう・こうとうがっこう）は、兵庫県神戸市垂水区に所在し、中高一貫教育を提供する私立女子中学校・高等学校である。学校法人愛徳学園が運営するカトリックミッションスクールである。

## 沿革
- 1959年 中学校開校
- 1962年 高等学校開校
- 1984年 学園創立30周年記念式典挙行
- 2005年 学園創立50周年記念式典挙行

## 設置形態
- 中学校
- 高等学校
  - 普通科

## クラブ活動
文化部
- ESS部
- 演劇部
- 吹奏楽部
- カトリック研究部
- 社会奉仕部（点字・手話・訪問)
- 写真部
- 家庭科部
- 美術部
- サイエンス部
- 茶道部（裏千家）

運動部
- 新体操部
- 卓球部
- ソフトテニス部
- バスケットボール部
- バレーボール部
- ソフトボール部
- バドミントン部

## 著名な出身者
- 政井マヤ - フリーアナウンサー
- 青田浩子 - 元女優
- 松田惠美子 - 元宝塚歌劇団月組トップ娘役
- 西條三恵 - 元宝塚歌劇団月組娘役
- 安田明夏 - 女流囲碁棋士

## 系列校
- 愛徳学園小学校